# Academia Literária Feminina do Rio Grande do Sul

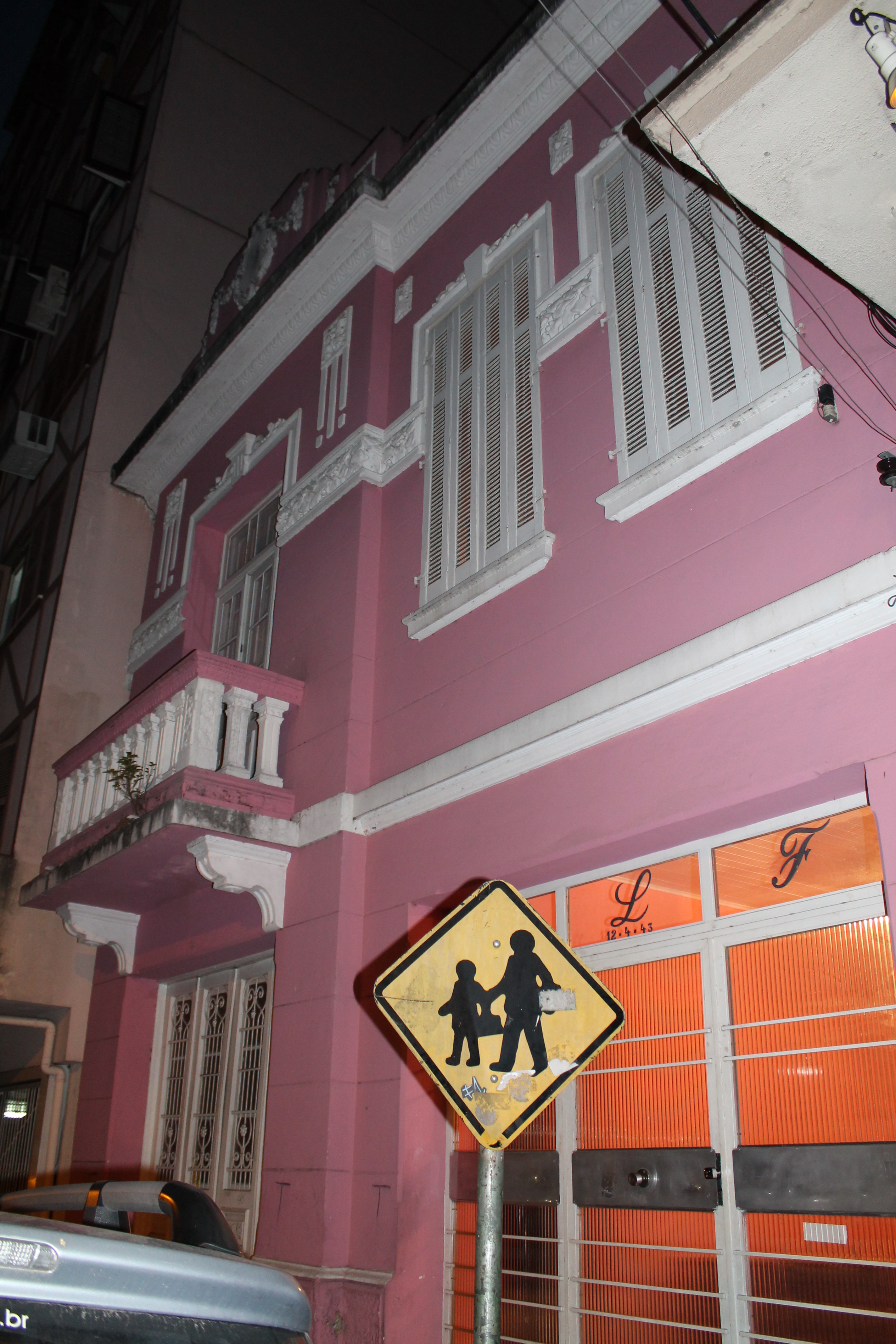
fachada do prédio sede atual da Academia Literária Feminina do Rio Grande do Sul.

A Academia Literária Feminina do Rio Grande do Sul (ALFRS) foi fundada em Porto Alegre no ano de 1943, seguindo em atividade até os dias atuais. Sete mulheres escritoras criaram esta academia de letras estritamente feminina: Lydia Moschetti, Stela Brum, Alzira Freitas Tacques, Aurora Nunes Wagner, Áurea Pereira Lemos, Aracy Fróes e Beatriz Regina.
A ALFRS, que atualmente localiza-se na Rua Sarmento Leite, no bairro Cidade Baixa, em Porto Alegre, foi declarada como Patrimônio Histórico e Cultural do Rio Grande do Sul, pela Lei nº 12.772/2007.
Entre 1949 e 1972, as imortais publicaram uma revista, a Atenéia, que era o órgão de divulgação da entidade. Com total de 55 edições, esta revista era vendida para o público externo, fazendo circular suas ideias e literatura pela cidade de Porto Alegre, além de outros municípios do Rio Grande do Sul, do Brasil, e diversos países da América e Europa.

## Patronas
- Delfina Benigna da Cunha - cadeira 1
- Julieta de Mello Monteiro - cadeira 2
- Prisciliana Duarte de Almeida - cadeira 3
- Carmen Cinira - cadeira 4
- Luciana de Abreu - cadeira 5
- Amália dos Passos Figueiroa - cadeira 6
- Celina Martins - cadeira 7
- Júlia Lopes de Almeida - cadeira 8
- Ana Cândida Alvim - cadeira 9
- Francisca Praguer Fróes - cadeira 10
- Andradina de Oliveira - cadeira 11
- Revocata Heloísa de Mello - cadeira 12
- Cândida Fortes de Oliveira Brandão - cadeira 13
- Marinha Noronha - cadeira 14
- Carolina von Koseritz - cadeira 15
- Iolanda Licio Rizzo - cadeira 16
- Nísia Floresta Brasileira Augusta - cadeira 17
- Antonieta Lisboa Saldanha Lins - cadeira 18
- Irene Ruperti - cadeira 19
- Eunice (Utinguassú) Tavares - cadeira 20
- Vivita Cartier - cadeira 21
- Lola de Oliveira - cadeira 22
- Ada Macaggi Bruno Lobo - cadeira 23
- Maria Eduarda Alencastro Massot - cadeira 24
- Esther Squeff da Silva - cadeira 25
- Lila Ripoll - cadeira 26
- Lúcia (Vera) Miguel Pereira - cadeira 27
- Cecília Meireles - cadeira 28
- Emília Rosa de Marsillac Fontes - cadeira 29
- Maria Engênia Celso Carneiro de Mendonça - cadeira 30
- Ana Cesar (Ana Patricia Vieira Rodrigues) - cadeira 31
- Rita Barém de Melo - cadeira 32
- Colleta da Silva Müller - cadeira 33
- Iveta Ribeiro - cadeira 34
- Francisca Julia da Silva (Münster) - cadeira 35
- Amália Cagnoto - cadeira 36
- Yde (Adelaide) Schloenbach Blumenschein - cadeira 37
- Raquel Prado - cadeira 38
- Leonor Castellano - cadeira 39
- Ana Aurora do Amaral Lisboa - cadeira 40

## Acadêmicas
Lista das imortais que fizeram e fazem parte da ALFRS:

### Cadeira 1:
Lydia (Giannoni) Moschetti: fundadora da ALFRS e romancista (Fucechio, Itália, 14.09.1988 – Porto Alegre, RS, 05.08.1982)
Marília Beatriz Cibilis Becker: advogada, escritora e professora

### Cadeira 2:
Aura Pereira Lemos: fundadora da ALFRS, poeta (Rio de Janeiro, RJ, 23.03.1899 – Rio de Janeiro, RJ, 19.06.1951)
Anita Ramos Gonçalves: poeta, ecologista e escritora de literatura infantil (Cruz Alta, RS, 01.08.1900 – Cruz Alta, RS, 12.1988)
Iria Muller Poças: jornalista e escritora de literatura infantil

### Cadeira 3:
Stella S. Brum: fundadora da ALFRS, poeta e declamadora (Rio Grande, RS, 03.07.1915 – Porto Alegre, RS, 27.05.1986)
Blanca Bender Carpena de Menezes: poeta bilingue. Clair Alves – professora universitária, poeta e escritora.

### Cadeira 4:
Alzira Freitas Tacques: fundadora da ALFRS, pesquisadora e poeta (S. Borja, RS, 08.07.1911 – Porto Alegre, RS, 1976)
Mila Cauduro: romancista, novelista, cronista e política Carmen Silvia Presotto: poeta, escritora, editora e produtora cultural

### Cadeira 5:
Eudóxia Assumpção Almeida: professora e conferencista (Jaguarão, RS, 12.05.1887 – Porto Alegre, RS, 1969)

Maria Josepha Pisacco Motta: Mestre em Filosofia e escritora